# La Trêve (roman, 1963)
Pour les articles homonymes, voir La Trêve.
La Trêve (La tregua) est un roman de l'écrivain italien Primo Levi. Il l'a écrit en 1963 sous le pseudonyme de Damanio Malabaila. Il remporte le prix Campiello, créé deux années plus tôt et dont il est le premier lauréat.

## Résumé

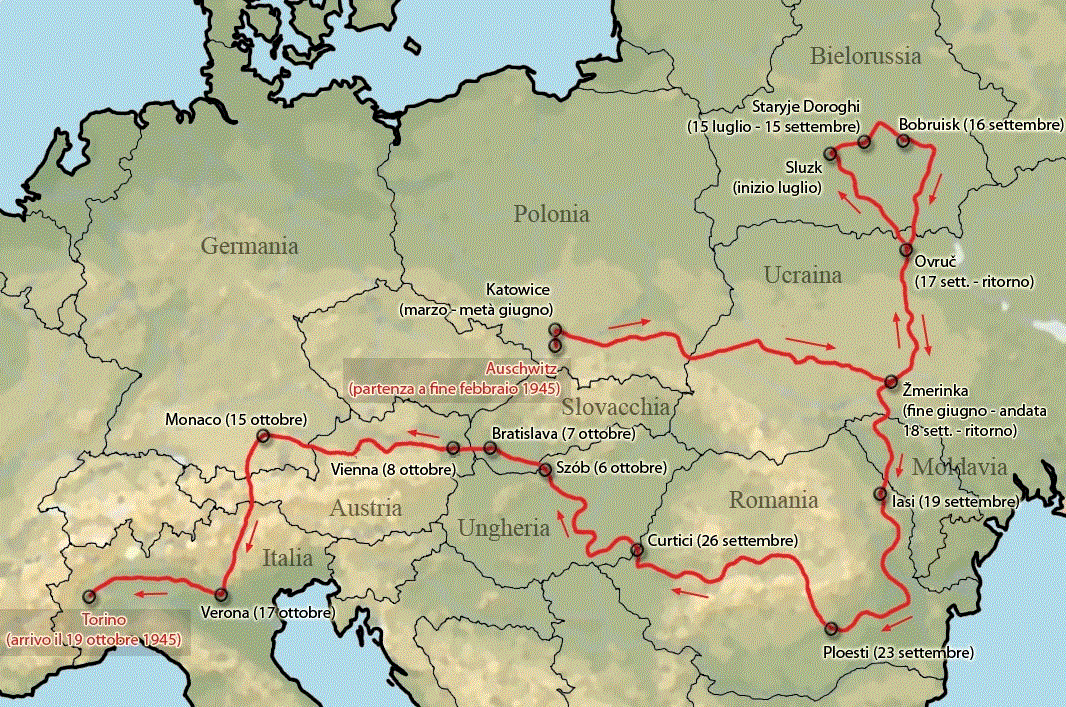
L'itinéraire emprunté principalement en train par Primo Levi entre janvier et octobre 1945, d'Auschwitz à Turin. Les frontières présentées sont celles actuellement en vigueur.

Primo Levi raconte la libération d'Auschwitz par l'Armée rouge.
Ce roman couvre la vie de Primo Levi du 27 janvier 1945, date de l'arrivée des Soviétiques au camp d'Auschwitz jusqu'au 19 octobre 1945, 9 mois plus tard, date du retour de Levi chez lui dans la ville italienne de Turin.
Parcourant une grande partie de l'Europe de l'Est sous influence de l'Union soviétique et de l'ancien Reich allemand, Levi, accompagné d'un groupe de rescapés d'Auschwitz, rejoints par d'autres groupes souhaitant être rapatriés en Italie, traverse ainsi en train et parfois à pied de nombreux pays. L'action se déroule ainsi dans les actuels états (par ordre chronologique) de Pologne, d'Ukraine, de Biélorussie, de Moldavie, de Roumanie, de Hongrie, de Slovaquie, d'Autriche, d'Allemagne et d'Italie.
L'auteur raconte notamment :
- Avoir lu le roman de l’écrivain hongrois Ferenc Molnár : Les Garçons de la rue Paal, titre original : A Pál utcai fiúk.
- Avoir vu le film de John Ford : The Hurricane.
- Avoir vu le maréchal Semion Timochenko sortir difficilement d'une Fiat 500 Topolino.

## Périodes d'écriture
Il est intéressant de noter que le roman La Trêve ne fut pas écrit d'un bloc par Primo Levi. Ainsi, les deux premiers chapitres de l'œuvre (« Le dégel » et « Le camp principal ») ont été écrits en 1947-1948, peu de temps après le retour de Levi en Italie. Il ne reprend ensuite l'écriture que 13 ans plus tard, en 1961, pour que le roman soit finalement publié en 1963.
La poésie intitulée La Trêve, qui ouvre le roman et lui donne son nom, fut quant à elle écrite le 11 janvier 1946.

## Éditions

### En Italie
- (it) Primo Levi, La Tregua, Turin, Éditions Einaudi, coll. « I coralli » (no 176) (1re éd. 1963) (ISBN 978-88-06-17385-2, présentation en ligne).

### En France
- Primo Levi (trad. de l'italien par Emmanuelle Genevois-Joly), La Trêve [« La Tregua »], Paris, Éditions Grasset (1re éd. 1966), 253 p. (ISBN 978-2-253-15438-9, BNF 33078456, présentation en ligne).

## Adaptation au cinéma
La Trêve a été adapté au cinéma en 1997 par Francesco Rosi sous le même titre.